# Alpinanoplophilus longicercus
Alpinanoplophilus longicercus är en insektsart som först beskrevs av Heinrich Hugo Karny 1931.  Alpinanoplophilus longicercus ingår i släktet Alpinanoplophilus och familjen grottvårtbitare. Inga underarter finns listade i Catalogue of Life.